# Birao (Guadalcanal)
Birao ist eine administrative Einheit (Ward, Distrikt) des unabhängigen Inselstaates der Salomonen im südwestlichen Pazifischen Ozean. Birao ist der östlichste Distrikt der Insel Guadalcanal.

## Geographie
Birao bildet zusammen mit Avuavu, Moli und Tetekanji den Verwaltungsbezirk East Guadalcanal. Außerdem grenzt er im Norden an den Distrikt Longgu im Bezirk East Central Guadalcanal. Der Distrikt hat 260 km² und hatte 2009 ca. 3160 Einwohner.
Während im Westen des Distrikts noch einige Berge liegen (Mount Na Vatu 891 m ⊙, Mount Valivalisi 928 m, ⊙), läuft das Ostende der Insel in zahlreichen kleinen Inselchen rund um den Marau Sound aus: Pari Island, Symons Island (Komukomutou), Arona, Round Island, Beagle Island (Maruiapa), Wilson Islands, Peura, Honoa (East Island), Marapa, Tawara’o (Square island), Siwairuka, Wahere (Komachu island), Tawa’ihi, Niu, Maraupia (Ferguson island), Kosa Island, Rauhi Island (Entrance island).
Der östlichste Punkt der Hauptinsel ist Graham Point (⊙).

## Klima
Das Klima ist tropisch, die durchschnittliche Tagestemperatur liegt gleichbleibend bei 28 Grad Celsius, die Wassertemperaturen bei 26 bis 29 Grad. Feuchtere Perioden sind vorwiegend zwischen November und April, diese sind aber nicht sehr ausgeprägt. Die durchschnittliche Niederschlagsmenge pro Jahr liegt bei 3000 mm.